# زكي في الوزارة (مسرحية)
زكي في الوزارة هي مسرحية درامية وكوميدية، أنتجت عام 2008.

## قصة المسرحية
زكي هو مرشح سياسي مصاب بإضطراب نفسي حاد، يطمح بأن يكون رئيسا لمصر، فتدور الأحداث حول تحقيق حلمه. 